# مانوز ۶-فسفات
مانوز ۶-فسفات (به انگلیسی: Mannose 6-phosphate) با فرمول شیمیایی C6H13O9P یک ترکیب شیمیایی با شناسه پاب‌کم ۶۵۱۲۷ است. که جرم مولی آن ۲۶۰٫۱۳۶ گرم بر مول می‌باشد.